# Turza Mała (powiat mławski)
Turza Mała – wieś sołecka w Polsce położona w województwie mazowieckim, w powiecie mławskim, w gminie Lipowiec Kościelny.
| SIMC    | Nazwa      | Rodzaj     |
| ------- | ---------- | ---------- |
| 0118463 | Popielarze | przysiółek |

W latach 1975–1998 miejscowość należała administracyjnie do województwa ciechanowskiego.
Przez miejscowość przebiega droga wojewódzka nr 563.
W latach 1973–1976 miejscowość była siedzibą gminy Turza Mała.
Przeważa teren równinny, przez wioskę przepływa rzeka Mławka.
W Turzy Małej znajduje się szkoła podstawowa licząca średnio ok. 150 osób co rok, posterunek policji, zakład zajmujący się produkcją napojów winopodobnych WINEX oraz fermy: kur i gęsi.